# The Company of Snakes
The Company of Snakes fu un gruppo rock fondato nel 1998 da alcuni ex componenti degli Whitesnake che erano stati anche membri dei The Snakes. pubblicato due album prima di cambiare nome in M3 nel 2004.

## Storia

### The Snakes
Bernie Mardsen e Micky Moody formarono gli Snakes, coi quali si esibivano suonando solo canzoni degli Whitesnake. Inizialmente, il progetto fu chiamato "Saints and Sinners" ed era destinato ad includere alcuni altri compagni provenienti dai Whitesnake, il bassista Neil Murray ed il batterista Cozy Powell, assieme al cantante americano John West. Al loro posto, i due ex membri coinvolsero nel progetto Jørn Lande, proveniente dai Vagabond, e Ronni Le Tekrø, dai TNT. Il loro unico album in studio, dal titolo Once Bitten, uscì in Giappone nell'agosto del 1998 dall'etichetta Pony Canyon. In seguito, un album dal vivo contenente raccolta di classici degli Whitesnake fu pubblicata col titolo di Live In Europe nel dicembre del 1998.

### The Company Of Snakes
Licenziato Lande e chiuso il progetto The Snakes, Mardsen e Moody fondarono The Company of Snakes assieme allo storico bassista dei Whitesnake, Neil Murray, ed il cantante Robert Hard, proveniente dai Bad Company. La band fu completata dal batterista John Lingwood degli MMEB. In seguito, il cantante fu sostituito da Gary Barden. La band andò in tour dopo l'ingresso del tastierista Don Airey, anch'esso per un breve periodo nei Whitesnake, sebbene durante la svolta glam della band. La band andò in tour, esibendosi principalmente con materiale risalente al repertorio delle vecchie canzoni degli Whitesnake. Dopo l'abbandono di Barden, il cantante venne sostituito dallo svedese Stefan Berggren. La band pubblicò un album dal vivo, intitolato Here They Go Again, con ancora Barden alla voce, le cui tracce vennero eliminate e sostituite in studio da Berggren. La band registrò un unico album in studio, Burst The Bubble, dopo l'abbandono di Don Airey per unirsi ai Deep Purple. Berggren lasciò poco dopo ed i membri rimanenti continuarono ad esibirsi col nome di M3 (Mardsen-Moody-Murray). Gli M3 pubblicarono un unico disco dal vivo, Rough An' Ready.

## Discografia
| Anno | Artista               | Titolo                                 | Tipo     |
| ---- | --------------------- | -------------------------------------- | -------- |
| 1998 | The Snakes            | Once Bitten...                         | Studio   |
| 1998 | The Snakes            | Live in Europe                         | Live     |
| 2000 | The Company of Snakes | Endangered Species: Live At Abbey Road | Live     |
| 2001 | The Company of Snakes | Here They Go Again                     | Live     |
| 2002 | The Company of Snakes | Burst the Bubble                       | Studio   |
| 2003 | M3                    | Classic Snake Live                     | Live     |
| 2005 | M3                    | Rough an' Ready                        | Live DVD |

## Formazione
- Bernie Marsden - chitarra (1998–2004)
- Micky Moody - chitarra (1998–2004)

### The Snakes
- Jørn Lande – voce (1998–1999)
- Sid Ringsby – basso (1998–1999)
- Willy Bendiksen – batteria (1998–1999)
- Don Airey - tastiere (1998-1999)

### The Company of Snakes
- Neil Murray - basso (1999-2002)
- John Lingwood - batteria (1999-2002)
- Don Airey - tastiere (1999-2002)
- Ian Paice - batteria (2000)
- Jon Lord - tastiere (2000)
- Robert Hart - voce (2000)
- Gary Barden - voce
- Stefan Berggren - voce (2000-2002)